# Dobong (métro de Séoul)
Pour l’article homonyme, voir Dobong-gu.
Dobong (hangeul : 도봉 ; hanja : 道峰) est une station de passage de la ligne 1 du Métro de Séoul. Elle est située au 2 Dobong-ro, quartier Dobong 1-dong dans l'arrondissmemet Dobong-gu, à l'extrême nord de Séoul en Corée du Sud.
Ouverte en 1986, la station est desservie par les rames omnibus de la ligne 1.

## Situation sur le réseau

Plan du réseau (2023)

Établie en surface, Dobong est une station de passage de la ligne 1 du métro de Séoul : elle est située entre la station Banghak, en direction du terminus ouest Incheon ou du terminus sud Sinchang via la station de bifurcation Guro, et avant la station Dobongsan en direction du terminus nord Yeoncheon,.

## Histoire
La station, Dobong, est mise en service le 2 septembre 1986, lors de l'ouverture à l'exploitation de la ligne 1 du métro de Séoul, entre Seongbok et Uijeongbu,,.

## Services aux voyageurs

### Accès et accueil
Située au 2 Dobong-ro, dans le quartier Dobong 1-dong, la station dispose de trois bouches numérotées de 1 à 3. les bouche n°1 et n°2 sont situées sur la Dobong-ro, aux extrémités nord et sud de la station, la bouche n°3 est située sur la Dobong-ro 152ga-gil, au sud de la station. Elles desservent :
Bouche n°1 : Bureau de Dobong 1-dong, bureau de poste de Dobong 1-dong, collège de Bukseoul, Suraksan, Gangbuk et le Centre de service de la Croix-Rouge de Dobong ;
Bouche n°2 : l'Hôpital des Forces Armées de Chang-dong ;
Bouche n°3 : le Centre communautaire de Dobong 1-dong et le marché de Dobong.

### Desserte
Dobong, dispose de deux quais, équipés de portes palières, desservis par les rames du service omnibus.

ligne 1
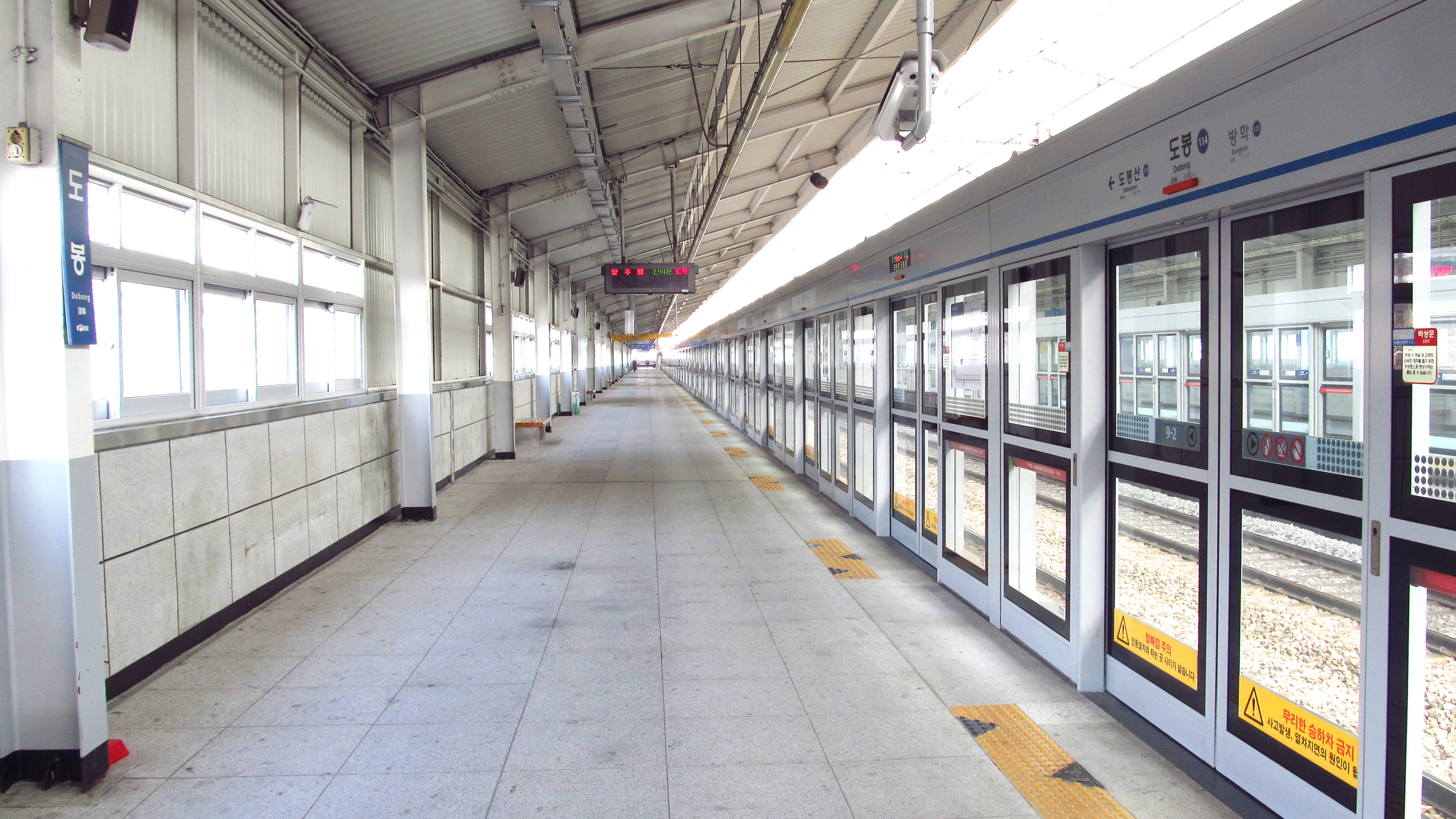
En 2018.
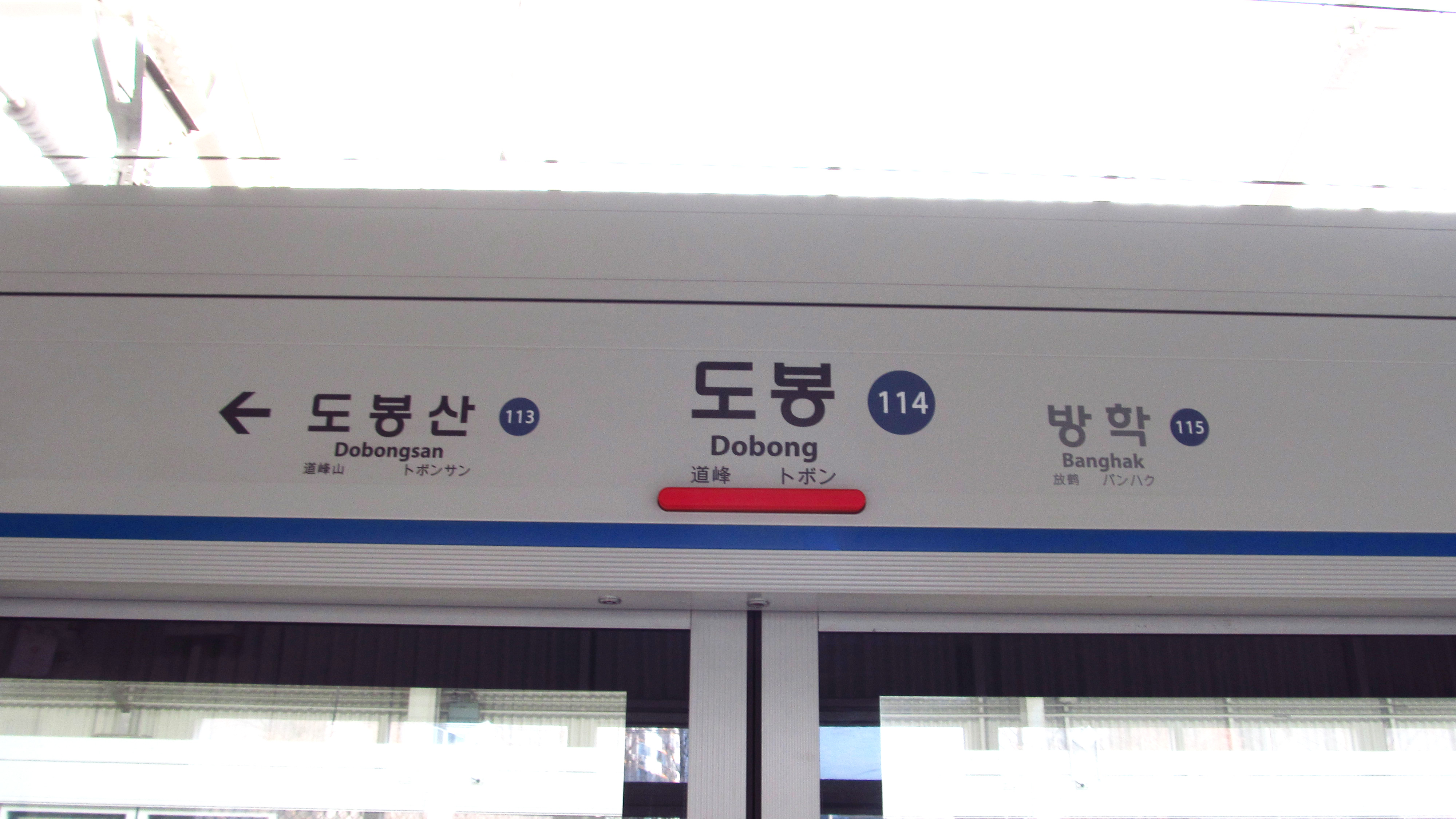
En 2018.
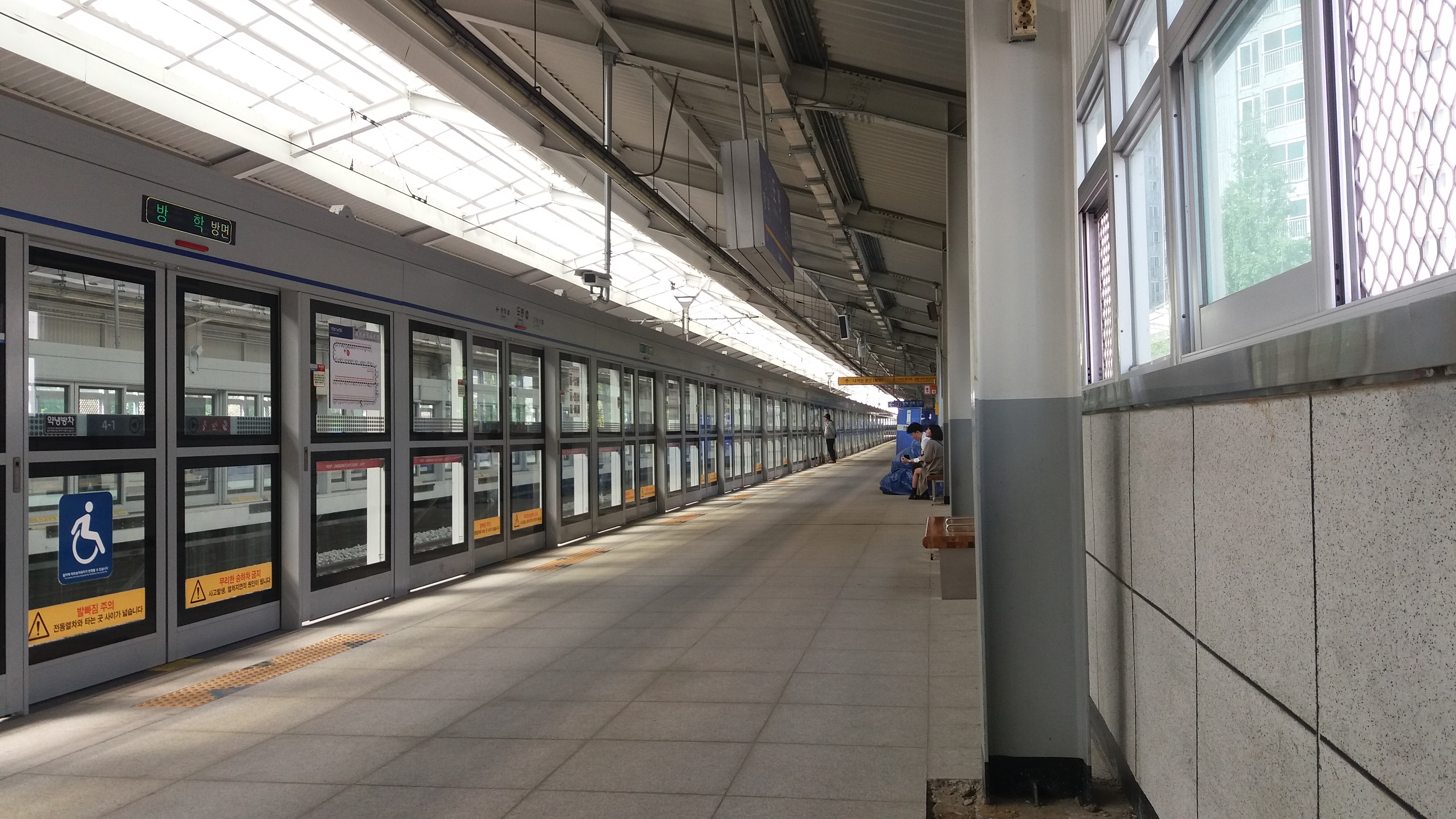
En 2018.

### Intermodalité
Des arrêts de bus sont situés à proximité.